# Великі стволи
Великі стволи (англ. Great Guns) — американська військова кінокомедія режисера Монті Бенкса 1941 року.

## Сюжет
Лорел і Харді йдуть в армію. Вони навряд чи солдати, але вважають, що потрібні армії.

## У ролях
- Стен Лорел — Стен
- Олівер Харді — Олівер
- Шила Райан — Джинджер Хаммонд
- Дік Нельсон — Ден Форрестер
- Едмунд МакДональд — Гіппо
- Чарльз Троубрідж — полковник Рідлі
- Людвіг Штессель — доктор Шикель
- Кейн Річмонд — капітан Бейкер
- Мей Марш — тітка Марта
- Етель Гріффіз — тітка Агата
- Пол Харві — генерал Тейлор
- Чарльз Арнт — лікар
- П'єр Ваткін — полковник Вейборн
- Расселл Хікс — генерал Бернс
- Ірвінг Бейкон — листоноша